# Resolution 1278 des UN-Sicherheitsrates
Die Resolution 1278 des Sicherheitsrates der Vereinten Nationen war eine Entschließung, die der Sicherheitsrat der Vereinten Nationen am 30. November 1999 auf seiner 4075. Sitzung ohne Abstimmung angenommen hat. Mit der Resolution nahm das Gremium den Rücktritt Stephen Schwebels, einem der Richter am Internationalen Gerichtshof, zum 29. Februar 2000 zur Kenntnis und stellte fest, dass die freigewordene Richterstelle für den Rest der Amtszeit des Gerichtes neu besetzt werden müsse und dass nach Artikel 14 der Statuten des Internationalen Gerichtshofes der Sicherheitsrat den Wahltermin festlege.
Der Sicherheitsrat legte deswegen fest, dass die Generalversammlung der Vereinten Nationen am 2. März 2000 einen Nachfolger für Schwebel wählen sollte und forderte gleichzeitig die Mitglieder auf, Kandidaten zu benennen.

## Weblink
- Internationaler Gerichtshof. In: Offizielle Webpräsenz. Abgerufen am 25. September 2012 (mehrsprachig).